# 普斯卡什竞技场
普斯卡什競技場是位於匈牙利布達佩斯第14區的一座專業足球場，為匈牙利國家足球隊的主場。該體育場於2017年動工興建，2019年11月15日正式啟用，取代原址上已拆除的普斯卡什球場。其命名旨在紀念匈牙利傳奇足球運動員普斯卡什·費倫茨，他曾效力於國家隊及皇家馬德里，被譽為20世紀最傑出的射手之一。

## 建築設施
普斯卡什競技場由匈牙利建築公司György Skardelli設計，採用橢圓形結構與現代化鋼架屋頂，外牆以玻璃和金屬板材構成，夜間可透過燈光變換色彩。球場設有67,215個座位，所有區域均符合無障礙標準，並配備兩塊巨型LED屏幕、地下加熱系統及符合歐足聯標準的更衣室與媒體設施。2019年，該場館獲歐足協評為「第四類別」（最高等級）足球場，具備舉辦歐洲冠軍聯賽決賽等頂級賽事的資格。

## 重要賽事
自啟用以來，普斯卡什競技場已承辦多項國際賽事，包括2020年歐洲足球錦標賽（因疫情延至2021年舉行）的小組賽和16強賽，以及2023年歐洲協會聯賽決賽。此外，它亦是2022年世界田徑錦標賽開閉幕式的舉辦場地，展現其多功能性。

## 交通位置
球場位於布達佩斯東北部的齊內梅蒂·米克洛什路（Zsigmondy Vilmos út），鄰近英雄廣場與城市公園。公共交通可搭乘[[布达佩斯地铁1号线}地鐵M1線]]至「塞切尼浴場站」（Széchenyi fürdő）或M2線至「普斯卡什競技場站」（Puskás Aréna），另設有專用停車場供自駕觀眾使用。